# Porno Holocaust
Pour plus de détails, voir Fiche technique et Distribution.
Porno Holocaust est un film italien réalisé par Joe D'Amato, sorti en 1981.

## Synopsis
Une poignée de scientifiques part sur une île tropicale effectuer des recherches. Ils découvrent qu'un essai nucléaire a entraîné des mutations génétiques sur des animaux, qui sont devenus surdimensionnés. Ils découvrent également qu'un homme a été transformé en monstre au visage déformé et au pénis gigantesque, violeur et éventreur de femmes. Simone, puis la comtesse en seront victimes. Le Docteur Lemoir sera étranglé avant que le lieutenant ne parvienne à tuer le monstre et à fuir l'île avec Annie.

## Histoire
Le film, tourné en République dominicaine, appartient à la période dite « érotico-exotique » (periodo erotico-esotico) du réalisateur avec Sesso nero, Papaya dei Caraibi, Orgasmo nero, La Nuit fantastique des morts-vivants, Hard Sensation, Porno Esotic Love et Paradiso Blu (it).
Le film devait initialement être un film d'horreur sans contenu pornographique. La production a exigé de Joe D'Amato qu'il tourne aussi des scènes hardcore.
Les séquences hardcore ont été tournées par Mark Shannon, Annj Goren et Lucía Ramírez. Comme dans les autres films erotico-esotico dans lesquels ils jouent Dirce Funari et George Eastman n'apparaissent que dans des scènes soft.
Le titre du film est inspiré de Cannibal Holocaust de Ruggero Deodato (1980).

## Fiche technique
- Titre : Porno Holocaust
- Réalisation : Joe D'Amato
- Scénario : Tom Salina (George Eastman)
- Photographie : Aristide Massaccesi (Joe D'Amato)
- Montage : Ornella Micheli
- Son : Silvio Gaia
- Maquillage et effets spéciaux : Massimo Camiletti
- Direction artistique et costumes : Ennio Michettoni
- Musique : Nico Fidenco
- Réalisateur assistant : Donatella Donati
- Producteurs : Aristide Massaccesi (Joe D'Amato), Tom Salina (George Eastman)
- Société de production : Kristal Film
- Pays d'origine :  Italie
- Lieu de tournage :  République dominicaine
- Postsynshronisation : Elettronica Calpini
- Format : 35 mm - 1.85 : 1 - Couleurs
- Genre : Horreur - pornographie
- Durée : 113 minutes
- Dates de sortie :
  - Italie : 9 février 1981
  - Espagne : 1er mars 1984
- Autres titres :
  - Espagne : Holocausto porno
  - Allemagne : Orgasmo nero II - Insel der Zombies

## Distribution
- Dirce Funari : Simone Keller
- George Eastman: docteur Lemoir
- Annj Goren : la comtesse
- Mark Shannon : le lieutenant O’Day
- Lucía Ramírez: Annie (non créditée)
- Joe D'Amato : le reporter (non crédité)